# Археологический музей Кракова
Археологический музей в Кракове — старейший археологический музей Польши, основанный в 1850 году.

## История
Музей был основан как музей древностей и первоначально располагался в Ягеллонской библиотеке на ул. Святой Анны. Четырнадцать лет спустя его перенесли на ул. Славковскую, 17, а затем (в 1967 г.) в здание на ул. Сенатской, 3, где он находится и по сей день.
При создании музея к общественности было направлено обращение с просьбой пожертвовать археологические находки и предметы, которые можно было бы выставить в новом помещении. Благодаря широкому отклику коллекции музея значительно расширились, в том числе добавился один из ценнейших экспонатов — так называемый Збручский идол. Вскоре музей также начал собственные археологические исследования и, таким образом, обрёл новые экспонаты (в настоящее время их количество достигает более 773 000 экземпляров). Эти исследования проводились, в частности, на Украине, в Литве, Белоруссии и, прежде всего, в Малопольше, которая находится в центре интересов музея. С началом строительства Новой Хуты в 1949 г., музей начал раскопки в этом районе, что сделало его к настоящему времени одним из наиболее исследованных в Польше. Музей вел свою работу и в Свентокшиских горах, где в древности развивалась металлургия.
Сегодня в музее представлены как постоянные, так и временные экспозиции. Музей издает издательскую серию «Библиотека МАК» (на данный момент издано 9 томов), журнал: «Materiały Archaeologiczne» (издано 42 тома), а к 2006 году вышло также 25 томов «Materiały Archaeologiczne Nowa Huta».